# Michael Hrabal
Michael Hrabal (* 20. ledna 2005, Praha) je český hokejový brankář chytající za UMass Minutemen ice hockey. V letech 2024 a 2025 reprezentoval Česko na Mistrovství světa juniorů v ledním hokeji. Ve vstupním draftu NHL 2023 byl draftován týmem Arizona Coyotes.

## Kariéra
Michael Hrabal prošel mládežnickými kategoriemi týmu HC Hvězda Praha. Později chytal za mládežnické a juniorské týmy HC Sparta Praha. V sezoně 2022/23 působil v týmu Omaha Lancers v americké lize United States Hockey League. Od sezony 2023/24 hraje za tým UMass Minutemen ice hockey.
Ve vstupním draftu NHL 2023 byl draftován týmem Arizona Coyotes.
V letech 2024 a 2025 reprezentoval Česko na Mistrovství světa juniorů v ledním hokeji.